# Barranquilla
Barranquilla és una important ciutat de Colòmbia, capital del Departament Atlàntic i d'acord amb la Constitució de 1991 un districte especial, industrial i portuari. Forma part de la Regió Carib i és un dels ports més actius d'aquesta conca.
La seva població en 2005 era de 1,112,837 persones (1,694,879 en la seva àrea metropolitana), que la converteixen en la ciutat més poblada de la seva regió, la quarta de Colòmbia i la 237a del món.

## Toponímia
L'origen del nom de Barranquilla fa referència als petits barrancs (barrancas) que hi havia en les immediacions del riu Magdalena, on va començar a formar-se la ciutat. El diminutiu és una alteració probablement d'origen aragonès. Cal tenir en compte també que el terme barranca fa al·lusió a port, de manera que la barranca oficial en temps colonials com primer port riu amunt era Malambo, constituint-se Barranquilla només en un petit port altern i il·legal.

## Personatges famosos
La cantant Shakira i l'actriu Sofía Vergara són nadiues d'aquesta ciutat.
- Guillermo Espinosa Grau, (1908-1990), director d'orquestra i compositor.

L'escriptor berguedà Ramon Vinyes i Cluet va viure llargs períodes de la seva vida i fou un important promotor cultural de la ciutat a principis del segle xx.